# Jarque
Jarque (aragónul Exarc de Moncayo) település Spanyolországban,  Zaragoza tartományban. Jarque Aranda de Moncayo, Oseja, Tierga, Gotor, Aniñón és Villarroya de la Sierra községekkel határos. Lakosainak száma 381 fő (2024).

## Népesség
A település népessége az utóbbi években az alábbiak szerint változott:
| Lakosok száma | 579  | 556  | 551  | 546  | 531  | 501  | 448  | 435  | 407  | 381  |
|               | 2001 | 2004 | 2007 | 2009 | 2012 | 2014 | 2017 | 2019 | 2022 | 2024 |